# François Brisson
François Brisson, född den 9 september 1954 i Saintes, Frankrike, är en fransk fotbollsspelare som tog OS-guld i fotbollsturneringen vid de olympiska sommarspelen 1984 i Los Angeles.